# Dana Delany
Dana Welles Delany, ameriška filmska in televizijska igralka, * 13. marec 1956, New York, Združene države Amerike.
Dana Delany je najbolj znana po svoji vlogi Colleen McMurphy v China Beach, za katero je prejela dva emmyja, Katherine Mayfair v seriji Razočarane gospodinje in Megan Hunt v Body of Proof.